# Catochrysops strabo
Catochrysops strabo is een vlinder uit de familie van de Lycaenidae. De wetenschappelijke naam van de soort is voor het eerst gepubliceerd in 1793 door Johan Christian Fabricius.
De soort komt voor in het Oriëntaals gebied.